# Marcus Nissen Myhlenphort
Marcus Nissen Myhlenphort (26. února 1759, Kristiansund – 7. prosince 1821, Nuuk) byl norský a později dánský obchodník, rybář a inspektor jižního Grónska.

## Životopis
Marcus Nissen Myhlephort byl synem obchodníka Johana Kristophera Myhlenforta (1729-1777) a Anny Elisabeth Mechlenborg (1735-1772). Pocházel z německé šlechtické rodiny uherského původu, která měla vliv na dánskou královskou rodinu.
Po škole byl Myhlenphort zaměstnán v několika správních úřadech, naposledy v Molde. V roce 1785 dokončil studium práv na Kodaňské univerzitě. Jeho příbuzní emigrovali do Grónska a požadovali, aby ho zaměstnala Královská grónská obchodní společnost. Nejprve však strávil další zimu v Norsku, na jaře 1786 se vrátil do Kodaně a v květnu odcestoval do Grónska. Na místo však dorazil až v září po čtyřměsíční plavbě. Brzy se začal zajímat o lov tuleňů a ryb, čímž se dostal do kontaktu s Larsem Lyngem, otcem Albrechta Lyngeho. Poté ho zaujal lov velryb, takže se v roce 1787 stal hlavním asistentem a vedoucím velrybářství v Imerissoqu. Tam zintenzivnil své kontakty s Albrechtem Lyngem. V roce 1788 byl jmenován obchodníkem v Jakobshavnu (Ilulissat) a trval na tom, aby ho Lynge následoval. Založil první rybářské družstvo v Rodebay (Oqaatsut). Myhlenphort se však v Jakobshavnu necítil doma, a tak se v roce 1791 přestěhoval do Egedesminde (Aasiaat), kam se přestěhoval i Lynge.
V Hunde Ejlande (Kitsissuarsuit) se díky nim dařilo rybolovu a obchodu. Myhlenphort zde dokonce vynalezl harpunu na saních, která sloužila k odstřelu tuleňů ležících na ledu a která byla později zabudována do kajaků jako druh harpuny. Napsal zprávu o kolonii, která se až na stručnost nelišila od zprávy jeho přítele Petera Hanninga Motzfeldta. V roce 1800 vypukla v Grónsku epidemie neštovic, při níž zemřela téměř polovina obyvatel Egedesminde včetně Lyngeho, což Myhlenforta velmi zarmoutilo. Poté byl přesunut jako správce do Holsteinsborgu (Sisimiut), kde byla epidemie neštovic ještě silnější a kde se očekávalo, že Myhlenphortovy ekonomické schopnosti pomohou město organizačně obnovit. V letech 1801 až 1803 byli Myhlenphort a Motzfeldt jmenováni inspektory Grónska: Motzfeldt v severním Grónsku a Myhlenphort v jižním.
Poté se přestěhoval do Holsteinsborgu k vdově po Lyngeovi Ane Marii Jacobsdatter Lyngeové, která pro něj vedla dům, zatímco on platil za vzdělání jejích dětí. Učil sirotky jezdit na kajaku, vzdělával je a stále důrazně prosazoval lov v sítích, který se stával důležitějším než lov pod ledem. Spolu s Motzfeldtem chtěl podpořit vzdělání Gróňanů, ale jejich plány zhatila anglo-dánská válka dělostřeleckých lodí v letech 1807 až 1814, která Grónsko odřízla i od zásobování. Nechal proto do Dánska vyplout keč s třináctičlennou posádkou, aby přivezla zboží, což se mu podařilo. V roce 1814 si změnil občanství a stal se Dánem. V Grónsku zůstal až do konce života. Myhlenphort byl považován za schopného, svéhlavého a tvrdého. Vybudoval také knihovnu čítající 700 knih, což byla v Grónsku skutečná rarita.